# Mali Kupci
Mali Kupci (cyr. Мали Купци) – wieś w Serbii, w okręgu rasińskim, w mieście Kruševac. W 2011 roku liczyła 388 mieszkańców.